# Řád 8. září
Řád 8. září (makedonsky: Орден «8 Септември») je státní vyznamenání Severní Makedonie. Udílen je občanům Severní Makedonie i cizincům za rozvoj přátelských vztahů a za posilování mezinárodní prestiže státu.

## Historie a pravidla udílení
Řád byl založen 27. června 2002. Pojmenován je podle data, kdy se v Severní Makedonii slaví Den nezávislosti. Ten připadá na 8. září podle data 8. září 1991, kdy se na území Jugoslávské republiky Makedonie konalo referendum o nezávislosti na Jugoslávii, během kterého se pro osamostatnění vyslovilo 95,5 % hlasujících voličů.
Řád je udílen hlavám států, předsedům vlád a guvernérům, vyšším úředníkům a zahraničních diplomatům, vysoce postaveným úředníkům mezinárodních organizací a také institucím za mimořádné zásluhy při vytváření, rozvoji a posilování přátelských vztahů a mírové spolupráce mezi státy, organizacemi či institucemi a Severní Makedonií, stejně jako za mimořádný přínos k posílení mezinárodní prestiže a postavení státu.

## Insignie
Autory návrhu vzhledu řádu jsou Kostadin Tančev-Dinka a Vladimir Borojeviḱ. Řádový odznak o průměru 81 mm má tvar osmicípé stříbrné hvězdy. Vyroben je z 925 mincovního stříbra o hmotnosti 98 gramů. Uprostřed je vyvýšený kulatý medailon. V medailonu je zlacená obrysová mapa Severní Makedonie. V mapě je letopočet 8 СЕПТЕМВРИ • 1991 • 8 SEPTEMBER. Medailon obklopují dvě zlacené vavřínové ratolesti, které jsou ve spodní části spojeny.
Stuha z hedvábného moaré je červená, při obou okrajích je lemována třemi úzkými pruhy v barvě žluté, bílé a žluté.